# Conde Mountbatten da Birmânia
O título Conde Mountbatten da Birmânia foi criado no Pariato do Reino Unido em 1947, para Louis Mountbatten, 1.º Conde Mountbatten da Birmânia, o último Vice-rei da Índia.
Quando Louis Mountbatten foi assassinado pelo Exército Republicano Irlandês (IRA) no ano de 1979, o título passou para sua filha mais velha, Patricia, que sucedeu como  Condessa Mountbatten de Burma. A carta-patente referente ao título deixa claro que "para cada... filha licitamente procriada... sucessivamente em ordem de primazia de idade e primazia de nascimento e aos herdeiros homens de seus corpos licitamente procriados".
Os títulos subsidiários são: Visconde Mountbatten da Birmânia, de Romsey no Condado de Southampton (criado em 1946) e Barão Romsey, de Romsey no Condado de Southampton (1947). Ambos estão no Pariato do Reino Unido.
Lord Romsey era o título de cortesia pelo qual o filho mais velho e herdeiro da Condessa Mountbatten da Birmânia era conhecido até suceder seu pai como Barão Brabourne.
O sítio da família é Newhouse, perto de Ashford.

## Condes Mountbatten de Birmânia (1947)
- Louis Mountbatten, 1.º Conde Mountbatten da Birmânia (1900-1979)
- Patricia Knatchbull, 2.ª Condessa Mountbatten da Birmânia (1924-2017)
- Norton Knatchbull, 3.º Conde Mountbatten de Birmânia (n. 1947)
  - O herdeiro aparente é Nicholas Knatchbull, 9.º barão Brabourne (n. 1981).